# 式上亭柳郊
式上亭 柳郊（しきじょうてい りゅうこう、生没年不詳）とは、江戸時代の浮世絵師。

## 来歴
北尾重政の門人。式上亭柳郊、柳々山人郊子、竜向斎と称す。作画期は天明から寛政にかけてで、草双紙の挿絵を描いたのが知られる。『面向不背御年玉』の序文には「画工は北尾之換玉」とあり、これについて『浮世絵師伝』は、「重政の代筆者として著名なりしか、或は重政と紛れ易き事を意味せしものならむ」と述べている。

## 作品
- 『手拭合』（たなぐいあわせ）　※北尾政演（山東京伝）編、天明4年（1784年）刊行。万象亭らとともに「校合」として名を連ねる。
- 『大通成茲止』（おつなこと）二巻　※二水山人作、天明5年刊行
- 『古道具穴掃除』三巻　※虚空山人作、天明7年刊行
- 『面向不背御年玉』三巻　※万象亭作、同上
- 『親の敵現歟夢也』三巻　※芝全交作、寛政元年（1789年）刊行
- 『本能見世物』三巻　※芝全交作、寛政2年刊行
- 『直読見台萩』（なおしてよむやけんだいはぎ）三巻　※芝全交作、寛政3年刊行